# Bärbel Wichmann
Bärbel Wichmann (* 15. März 1939, verheiratete Bärbel Riekermann) ist eine deutsche Badmintonspielerin. 

## Karriere
Bärbel Wichmann gewann nach mehreren schleswig-holsteinischen Titeln 1960 ihr erstes nationales Edelmetall bei den deutschen Einzelmeisterschaften. Im selben Jahr wurde sie auch Mannschaftsvizemeisterin mit dem VfB Lübeck. 1961 wurde sie deutsche Meisterin im Doppel, 1963 Titelträgerin mit dem Team.

## Sportliche Erfolge
| Saison    | Veranstaltung                                 | Disziplin   | Platz | Name                                                                                                  |
| --------- | --------------------------------------------- | ----------- | ----- | --- |
| 1958      | Schleswig-Holsteinische Einzelmeisterschaften | Mixed       | 1     | Bärbel Wichmann / Willy Suhrbier (VfB Lübeck)                                                         |
| 1958      | Schleswig-Holsteinische Einzelmeisterschaften | Damendoppel | 1     | Annelie Hennen / Bärbel Wichmann (VfB Lübeck)                                                         |
| 1958/1959 | Deutsche Einzelmeisterschaft                  | Damendoppel | 1     | Annelie Hennen / Bärbel Wichmann (VfB Lübeck)                                                         |
| 1959      | Schleswig-Holsteinische Einzelmeisterschaften | Mixed       | 1     | Bärbel Wichmann / Willy Suhrbier (VfB Lübeck)                                                         |
| 1959      | Schleswig-Holsteinische Einzelmeisterschaften | Damendoppel | 1     | Annelie Hennen / Bärbel Wichmann (VfB Lübeck)                                                         |
| 1959/1960 | Deutsche Einzelmeisterschaft                  | Damendoppel | 2     | Annelie Hennen / Bärbel Wichmann (VfB Lübeck)                                                         |
| 1959/1960 | Deutsche Mannschaftsmeisterschaft             | Mannschaft  | 2     | VfB Lübeck (Jürgen Jipp, Manfred Puck, Willy Suhrbier, Ulrich Adler, Bärbel Wichmann, Annelie Hennen) |
| 1959/1960 | Deutsche Einzelmeisterschaft                  | Mixed       | 3     | Jürgen Jipp / Bärbel Wichmann (VfB Lübeck)                                                            |
| 1960      | Schleswig-Holsteinische Einzelmeisterschaften | Damendoppel | 1     | Annelie Hennen / Bärbel Wichmann (VfB Lübeck)                                                         |
| 1960      | Schleswig-Holsteinische Einzelmeisterschaften | Mixed       | 1     | Bärbel Wichmann / Jürgen Jipp (VfB Lübeck)                                                            |
| 1960/1961 | Deutsche Mannschaftsmeisterschaft             | Mannschaft  | 2     | VfB Lübeck (Jürgen Jipp, Manfred Puck, Willy Suhrbier, Ulrich Adler, Bärbel Wichmann, Anneli Hennen)  |
| 1960/1961 | Deutsche Einzelmeisterschaft                  | Damendoppel | 1     | Anneli Hennen / Bärbel Wichmann (VfB Lübeck)                                                          |
| 1961      | Schleswig-Holsteinische Einzelmeisterschaften | Mixed       | 1     | Bärbel Wichmann / Jürgen Jipp (VfB Lübeck)                                                            |
| 1961      | Schleswig-Holsteinische Einzelmeisterschaften | Damendoppel | 1     | Annelie Hennen / Bärbel Wichmann (VfB Lübeck)                                                         |
| 1962/1963 | Deutsche Mannschaftsmeisterschaft             | Mannschaft  | 1     | VfB Lübeck (Jürgen Jipp, Ulrich Adler, Uwe Schicktanz, Manfred Puck, Annelie Hennen, Bärbel Wichmann) |
| 1966      | Schleswig-Holsteinische Einzelmeisterschaften | Damendoppel | 1     | Annelie Hennen / Bärbel Rieckermann (VfB Lübeck)                                                      |

## Referenzen
- Martin Knupp: Deutscher Badminton Almanach, Eigenverlag/Deutscher Badminton-Verband (2003), 230 Seiten

| Personendaten    | Personendaten               |
| ---------------- | --------------------------- |
| NAME             | Wichmann, Bärbel            |
| ALTERNATIVNAMEN  | Riekermann, Bärbel          |
| KURZBESCHREIBUNG | deutsche Badmintonspielerin |
| GEBURTSDATUM     | 15. März 1939               |